# ナショナル・エアラインズ102便墜落事故
ナショナル・エアラインズ102便墜落事故（ナショナル・エアラインズ102びんついらくじこ）とは、2013年4月29日にアフガニスタンのバグラム空軍基地にて、アメリカのナショナル・エアラインズの貨物機（B747-428BCF）が離陸直後に墜落した航空事故である。この事故で乗員7名全員が死亡した。付近を走行中の自動車のドライブレコーダーが偶然事故の瞬間を撮影しており、動画共有サイトやニュースで公開された。後の調査では、離陸時に不適切に固定されていた貨物が外れて貨物室の後部へ転がり、後部圧力隔壁を突き破って後部の飛行制御システムに障害を与えたと結論づけられた。これが機体を制御不能にし、貨物の移動からのバランス変化によりもたらされた失速からの回復を不可能にした。

## 概要

### 事故機の経歴
- 使用機材：B747-428BCF[5]
- 製造番号：25630/960[6]
- 機体記号：N949CA
- 製造年：1993年
- 経歴[6]：
  - エールフランス向けに旅客・貨物混載型（-400M）として製造（当時の機体記号はF-GISE）、パリ - 成田間等を結ぶ国際線で運用。
  - 2007年12月、全貨物型に改修、エールフランスカーゴに移管。
  - 2010年9月にエールフランスカーゴを退役後、ナショナル・エア・カーゴが購入（当時の機体記号はTF-NAD）。

### 当日の102便
- 乗員
  - 運航乗務員：4名（機長・副操縦士、各2名）
  - 作業員：3名（エンジニア2名とロードマスター[注 1]1名）
- 積荷：MRAP（対地雷伏撃防護装甲車、荷主はアメリカ空軍航空機動軍団[2][7]、合計約80トン）
  - オシュコシュ・コーポレーション製M-ATV×2台（1台あたりの全備重量、14.7t）
  - フォース・プロテクション社製クーガー装甲車×3台（1台あたりの全備重量、17.2t）

### 事故の経緯

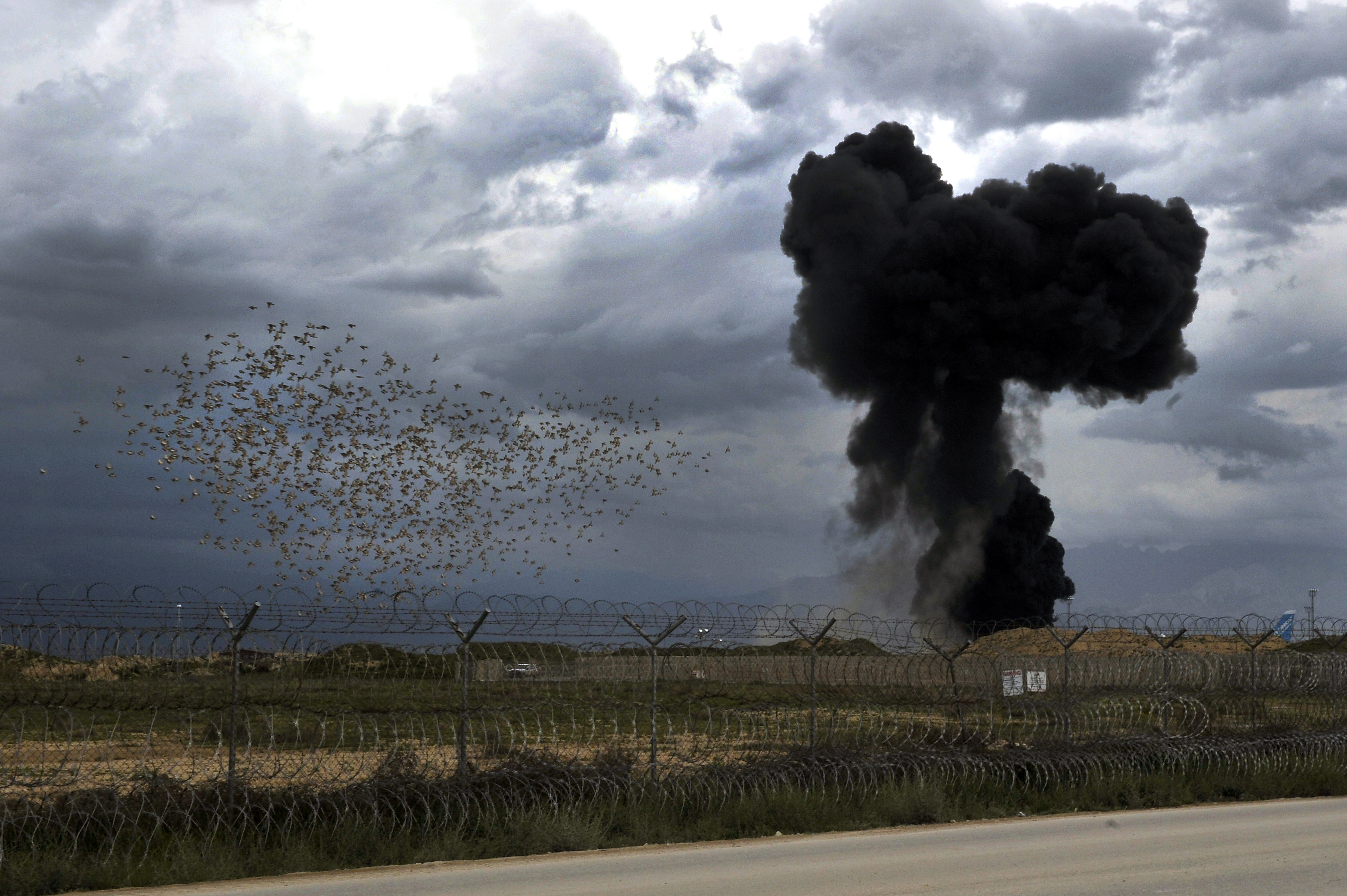
事故直後の墜落現場

事故当時、ナショナル・エアラインズはバスティオン基地（現ショラバク基地） とドバイ（アール・マクトゥーム）を結ぶ路線を1ヵ月間運航していた。
2013年4月29日、ナショナル・エアラインズ（以下、NCR）102便は、フランス・シャトールーの米軍基地からアフガニスタンのバスティオン基地に飛び、そこでMRAPを搭載し、ドバイへ向かう途中に給油のために首都カブール近郊のバグラム空軍基地へ立ち寄った。
102便は現地時刻15時30分（UTC11時00分）にバグラム空軍基地の滑走路03から離陸した。しかし、1,200フィート（約370メートル）ほど上昇した時に機首が跳ね上がり、急激に失速した。機体は少し左にバンクした後、右に大きく傾いて急降下し、機体が水平になったがそのまま道路脇に墜落した。機体全体が爆発して大きな火の玉となり付近の車両に損害を与えるところであった。墜落現場は、飛行場の外周内にある滑走路03の端であった。この事故により運航乗務員4名、エンジニア2名とロードマスター1名の合計7名全員（全員米国籍）が死亡した。地上の死傷者はいなかった。
墜落時にはバグラム近郊で雷雨が発生しており、墜落の約35分前から1時間の間に風向が120度変わっていた。
付近の道路を走行していた自動車のドライブレコーダーが偶然にも事故の瞬間を撮影しており、YouTubeをはじめとする動画共有サイトで見ることができる。この映像は日本を含む各国のニュース番組で放送された。
CNNは、匿名を条件にした政府関係者がこのビデオの信憑性を確認したと報じた。

## 事故調査

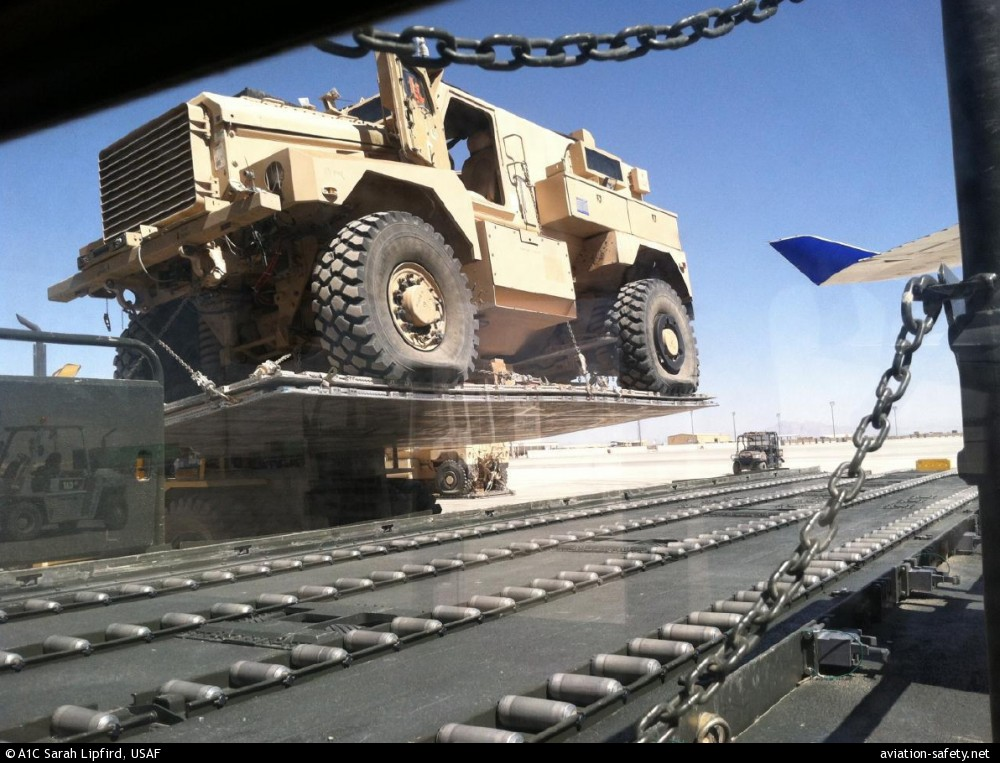
カメラに写った事故当日の機体に搭載されるMRAP

国家運輸安全委員会（NTSB）とアフガニスタン運輸・民間航空省が事故原因を調査した。NTSBは2013年4月30日のプレスリリースにて、連邦航空局の代表とボーイング社が調査における技術的な専門知識と支援を提供すると報告した。
NCRは5月1日、バスティオン基地出発前に搭載貨物が適切に搭載されていることをチェックしており、バグラムで追加搭載したものはなく、出発前に燃料を含めた重量および重量バランス等、搭載貨物の確認を再度行っていたと発表した。
しかし、NCRがMRAPの輸送を請け負ったのは、これが初めてであった。また、通常の貨物はパレット又は航空貨物用コンテナに乗せられて床下のレールに付いた緊締装置によって固定されるが、今回のような規格外の物は緊締装置が使用出来ないため、ナイロン製ラッシングベルトで固縛する方式が取られている。ところが、バグラム到着後の確認作業で、貨物が5～6cm動きラッシングベルト数本が緩み、一部は破断していた事が、ボイスレコーダーの記録で判明した。離陸前に破断したラッシングベルトの交換と、補強のためのラッシングベルトの追加が行われていた。
調査の過程で、クルーたちは約20時間の連続勤務で疲れていたことが判明するが、事故調査官が前述の動画を発見したことから、クルーの疲労は原因からは外された。
102便のレコーダー類は墜落直後にアメリカ軍によって回収され、ワシントン州のNTSB本部に送られてすぐに復元された。しかし、エプロン待機中の間の会話記録は残っていたが、レコーダーは離陸してすぐに記録を停止していた。そのため、電気系統の不具合の可能性が検証され、また目撃者の一人が、「機体の尾部から煙のようなものが出ていた」と証言したことから機内火災の可能性も検証された。しかし、どちらも原因には当てはまらなかった。そこで調査官たちが墜落時の動画を解析した結果、102便は主脚の一部が収納されない状態で墜落したことがわかり、後に尾部からの煙は、油圧パイプ破壊によって漏れ出して霧状になった油圧オイルと判明する。
しかし、その後に行なわれたシミュレーションにおいて、重心の移動と油圧2系統の破断だけでは、通常の回復操作を行えば墜落に成り得なかったため、これは事故の状況と矛盾した。そこで、調査官が102便の油圧ジャッキの残骸に着目すると、そのジャッキに使用されていたネジ山付きの棒が真っ二つに折れているのが見つかった。油圧ジャッキの破損を条件に加えて再度シミュレーションを行なったところ、その結果は102便の状況に当てはまった。
6月2日、運輸・民間航空省の調査員らは、貨物室内の5台のMRAPが適切に固定されていないことによる、開始点としての荷重移動仮説を裏付けた。少なくとも1台の装甲車が外れて後方に転がり、102便の後部圧力隔壁を突き破って損傷させた。その過程において、主要な油圧システムが損われて水平安定の部品、特にねじジャッキが大きく損傷し、機体を制御不能にさせた。そのため、異常なピッチアップ回転と失速、そして地面への墜落が起きた。この損傷は乗組員が機体の制御を取り戻すことを不可能にした。
NTSBはこの事故の有力な原因を、「特殊貨物積載時の固定に対するNCRの不充分な手順が、ロードマスターの不適切な貨物の固定につながった」と判断した。主要な提言のひとつは、すべてのロードマスターへの訓練指示であった。
その後の調査で、ラッシングベルトの本数が問題になった。ロードマスターはNCRの貨物取扱マニュアルに従って、それぞれの車両に使用するラッシングベルトの本数を決定し、固縛した。しかし、その取扱マニュアルに記載されていた規定を同業他社とボーイング社に確認したところ、ラッシングベルトの本数と角度が不適切なことが判明した。NCRはマニュアルに適切な角度を記載しておらず、ベルトの本数も必要数の半分以下しか使用していなかった。しかもロードマスターは何も教育されず、渡されたマニュアルに従って作業しただけに過ぎなかった。

## 余波
もう1機のNCR機を使いあと数時間で装備を国外に持ち出すところだったため、この墜落事故はニュージーランド軍のアフガニスタン撤退を中断させた。事故後、ニュージーランド軍はその空輸条件のためにNCRの利用を無期限に延期した。

## 映像化
- メーデー!:航空機事故の真実と真相 第14シーズン第10話「Afghan Nightmare」
- メーデー！番外編：惨劇の全貌 2 「 危険な積み荷 (原題: Perilous Payloads) 」